# FIFA 월드컵 결승전 목록
FIFA 월드컵 결승전은 FIFA 월드컵에서 가장 마지막으로 치르는 경기로 FIFA 월드컵의 최종 승자를 결정짓는 가장 중요한 경기이다. 때문에 2006년 FIFA 월드컵 이후부터는 아예 월드컵 공인구부터 다른 색을 칠한 결승전 전용 공인구를 사용한다.

## 결승전 목록
| 칼표      | 연장전으로 승리 |
| 이중 칼표 | 승부차기로 승리 |

| 연도 | 우승       | 결승전 점수 | 준우승         | 개최지                         | 경기장                         | 관중수  | 참고        |
| ---- | ---------- | ----------- | -------------- | ------------------------------ | ------------------------------ | ------- | ----------- |
| 1930 | 우루과이   | 4–2         | 아르헨티나     | 우루과이 몬테비데오            | 에스타디오 센테나리오          | 80,000  | [ 2 ] [ 3 ] |
| 1934 | 이탈리아   | 2–1†        | 체코슬로바키아 | 이탈리아 로마                  | 스타디오 나치오날레 PNF        | 45,000  |             |
| 1938 | 이탈리아   | 4–2         | 헝가리         | 프랑스 파리                    | 스타드 올랭피크 드 콜롱브      | 60,000  |             |
| 1950 | 우루과이   | 2–1         | 브라질         | 브라질 리우데자네이루          | 이스타지우 두 마라카낭         | 199,954 |             |
| 1954 | 서독       | 3–2         | 헝가리         | 스위스 베른                    | 방크도르프슈타디온             | 60,000  |             |
| 1958 | 브라질     | 5–2         | 스웨덴         | 스웨덴 솔나                    | 로순다 스타디온                | 51,800  |             |
| 1962 | 브라질     | 3–1         | 체코슬로바키아 | 칠레 산티아고                  | 에스타디오 나시오날 데 칠레    | 68,679  |             |
| 1966 | 잉글랜드   | 4–2†        | 서독           | 잉글랜드 런던                  | 웸블리 스타디움                | 98,000  |             |
| 1970 | 브라질     | 4–1         | 이탈리아       | 멕시코 멕시코시티              | 에스타디오 아스테카            | 108,000 |             |
| 1974 | 서독       | 2–1         | 네덜란드       | 서독 뮌헨                      | 뮌헨 올림픽 스타디움           | 75,200  |             |
| 1978 | 아르헨티나 | 3–1†        | 네덜란드       | 아르헨티나 부에노스아이레스    | 엘 모누멘탈                    | 71,483  |             |
| 1982 | 이탈리아   | 3–1         | 서독           | 스페인 마드리드                | 에스타디오 산티아고 베르나베우 | 90,000  |             |
| 1986 | 아르헨티나 | 3–2         | 서독           | 멕시코 멕시코시티              | 에스타디오 아스테카            | 114,600 |             |
| 1990 | 서독       | 1–0         | 아르헨티나     | 이탈리아 로마                  | 스타디오 올림피코              | 71,483  |             |
| 1994 | 브라질     | 0–0‡        | 이탈리아       | 미국 패서디나                  | 로즈 볼                        | 94,194  |             |
| 1998 | 프랑스     | 3–0         | 브라질         | 프랑스 생드니                  | 스타드 드 프랑스               | 80,000  |             |
| 2002 | 브라질     | 2–0         | 독일           | 일본 요코하마                  | 요코하마 국제 종합경기장       | 69,029  |             |
| 2006 | 이탈리아   | 1–1‡        | 프랑스         | 독일 베를린                    | 베를린 올림픽 스타디움         | 69,000  |             |
| 2010 | 스페인     | 1–0†        | 네덜란드       | 남아프리카 공화국 요하네스버그 | 사커 시티                      | 84,490  |             |
| 2014 | 독일       | 1–0†        | 아르헨티나     | 브라질 리우데자네이루          | 이스타지우 두 마라카낭         | 74,738  |             |
| 2018 | 프랑스     | 4–2         | 크로아티아     | 러시아 모스크바                | 루즈니키 스타디움              | 78,011  |             |
| 2022 | 아르헨티나 | 3–3‡        | 프랑스         | 카타르 루사일                  | 루사일 아이코닉 스타디움       | 88,966  |             |

## 국가별 결과
| 나라       | 우승 | 준우승 | 결승 진출 | 우승 연도                    | 준우승 연도            |
| ---------- | ---- | ------ | --------- | ---------------------------- | ---------------------- |
| 브라질     | 5    | 2      | 7         | 1958, 1962, 1970, 1994, 2002 | 1950, 1998             |
| 독일       | 4    | 4      | 8         | 1954, 1974, 1990, 2014       | 1966, 1982, 1986, 2002 |
| 이탈리아   | 4    | 2      | 6         | 1934, 1938, 1982, 2006       | 1970, 1994             |
| 아르헨티나 | 3    | 3      | 6         | 1978, 1986, 2022             | 1930, 1990, 2014       |
| 프랑스     | 2    | 2      | 4         | 1998, 2018                   | 2006, 2022             |
| 우루과이   | 2    | 0      | 2         | 1930, 1950                   | –                      |
| 스페인     | 1    | 0      | 1         | 2010                         | –                      |
| 잉글랜드   | 1    | 0      | 1         | 1966                         | –                      |
| 네덜란드   | 0    | 3      | 3         | –                            | 1974, 1978, 2010       |
| 체코       | 0    | 2      | 2         | –                            | 1934, 1962             |
| 헝가리     | 0    | 2      | 2         | –                            | 1938, 1954             |
| 스웨덴     | 0    | 1      | 1         | –                            | 1958                   |
| 크로아티아 | 0    | 1      | 1         | –                            | 2018                   |

## 연맹별 결과
| 연맹     | 결승 진출 | 우승 | 준우승 |
| -------- | --------- | ---- | ------ |
| UEFA     | 29        | 12   | 17     |
| CONMEBOL | 15        | 10   | 5      |